# Andy Petery
Andras Richard „Andy“ Petery (* 22. Dezember 1939 in Budapest) ist ein ehemaliger US-amerikanischer Autorennfahrer ungarischer Herkunft.

## Karriere als Rennfahrer
Andy Petery war vier Jahrzehnte als Sportwagenpilot aktiv und erfolgreich. Erste Einsätze hatte er 1972 in der Trans-Am-Serie und der Camel GT Championship der IMSA. 1973 fuhr er sein erstes 24-Stunden-Rennen von Daytona, das er mit Partner Hans Ziereis im BMW 2002 an der 18. Stelle der Gesamtwertung beendete. Dabei gewann das Duo die Rennklasse der Tourenwagen bis 2 Liter Hubraum.
In den 1980er-Jahren wurde er zum regelmäßigen Starter in der Sportwagen-Weltmeisterschaft und in der IMSA-GTP-Serie. 1985 gab er mit einem neunten Gesamtrang sein Debüt beim 12-Stunden-Rennen von Sebring und 1986 mit einem 15. Endrang beim 24-Stunden-Rennen von Le Mans.
Seine besten Platzierungen bei Sportwagenrennen waren vierte Gesamtränge, unter anderem mit Brett Lunger im BMW 3.0 CSL beim 6-Stunden-Rennen von Road Atlanta 1974.

## Statistik

### Le-Mans-Ergebnisse
| Jahr | Team                    | Fahrzeug    | Teamkollege | Teamkollege   | Platzierung | Ausfallgrund |
| ---- | ----------------------- | ----------- | ----------- | ------------- | ----------- | ------------ |
| 1986 | Ecurie Ecosse           | Ecosse C285 | Les Delano  | John Hotchkis | Rang 15     |              |
| 1987 | Ecurie Ecosse           | Ecosse C286 | Les Delano  | Mike Wilds    | Ausfall     | Elektrik     |
| 1993 | Chamberlain Engineering | Spice SE89C | Nick Adams  | Hervé Regout  | Ausfall     | Motorschaden |

### Sebring-Ergebnisse
| Jahr | Team                       | Fahrzeug                   | Teamkollege    | Teamkollege    | Teamkollege    | Platzierung | Ausfallgrund     |
| ---- | -------------------------- | -------------------------- | -------------- | -------------- | -------------- | ----------- | ---------------- |
| 1985 | Road Circuit Technology    | Pontiac Firebird           | Les Delano     | Patty Moise    |                | Rang 9      |                  |
| 1988 | Roush Racing               | Mercury Capri              | Les Delano     | Craig Carter   |                | Rang 10     |                  |
| 1989 | Road Circuit Technology    | Mercury Capri              | Les Delano     | Craig Carter   |                | Rang 13     |                  |
| 1991 | Milner Racing              | Fabcar GTP                 | Les Delano     | Craig Carter   |                | Ausfall     | Getriebeschaden  |
| 1993 | Les Delano                 | Pontiac Firebird           | John Macaluso  | Tommy Schweitz |                | Rang 23     |                  |
| 1995 | Riggins Competition        | Oldsmobile Cutlass Supreme | Tommy Riggins  | Craig Carter   |                | Rang 39     |                  |
| 1997 | Road Circuit Technology    | Oldsmobile Cutlass Supreme | Les Delano     | Craig Carter   |                | Rang 34     |                  |
| 1998 | Prototype Technology Group | BMW M3                     | Giovanna Amati | Craig Carter   |                | Ausfall     | Kupplungsschaden |
| 1999 | Intersport Racing          | Riley & Scott Mk III       | John Mirro     | Sam Brwon      | Butch Brickell | Rang 25     |                  |